# Cryptaranea subcompta
Cryptaranea subcompta là một loài nhện trong họ Araneidae.
Loài này thuộc chi Cryptaranea. Cryptaranea subcompta được Arthur T. Urquhart. miêu tả năm 1887.